# Municipio de Mustvee
El municipio de Mustvee (estonio: Mustvee vald) es un municipio estonio perteneciente al condado de Jõgeva.

## Localidades (población año 2011)
- Adraku 80
- Alekere 22
- Änniksaare 13
- Avinurme 690
- Halliku 48
- Jaama 60
- Jõemetsa 13
- Kääpa 250
- Kaasiku 34
- Kaevussaare 26
- Kallivere 25
- Kalmaküla 58
- Kärasi 45
- Kasepää 141
- Kiisli 17
- Kiissa 1
- Kõrve 11
- Kõrvemetsa 23
- Koseveski 33
- Kõveriku 50
- Kükita 188
- Laekannu 49
- Lepiksaare 19
- Levala 35
- Lohusuu 317
- Maardla 25
- Maetsma 46
- Metsaküla 88
- Mustvee 1,358
- Nautrasi 13
- Ninasi 25
- Nõmme 68
- Odivere 65
- Omedu 77
- Paadenurme 7
- Pällu 52
- Pedassaare 15
- Piilsi 42
- Putu 34
- Raadna 15
- Raja 395
- Ruskavere 47
- Saarjärve 26
- Sälliksaare 22
- Separa 22
- Sirguvere 32
- Tammessaare 18
- Tammispää 76
- Tarakvere 13
- Tiheda 170
- Tuulavere 16
- Ulvi 174
- Vadi 54
- Vanassaare 38
- Vassevere 36
- Veia 29
- Vilusi 74
- Voore 281
- Võtikvere 92[1]